# LXiR
LXiR ou Dédramatison la vi cotidièn est un livre de Guillaume Dustan paru chez Balland en 2002, dans la collection « Le Rayon ».

## Édition
- LXiR ou Dédramatison la vi cotidièn, Balland, coll. « Le Rayon », 2002.
- Guillaume Dustan et Thomas Clerc, Œuvres. II, Nicolas Pages, Génie divin, LXiR, dl 2021 (ISBN 978-2-8180-4554-1 et 2-8180-4554-1, OCLC 1242934257, lire en ligne)